# Ycuá Bolaños
Ycuá Bolaños fue una cadena de supermercados paraguaya, considerada una de las más importantes de su tiempo, reconocida internacionalmente a raíz del trágico incendio ocurrido en una de sus sucursales en Asunción. La cadena fue formalmente establecida en 1987 con la inauguración de su primer local, aunque sus orígenes se remontan a 1978, cuando Juan Pío Paiva, su socio fundador, abrió una carnicería que luego evolucionaría en la empresa. En su periodo de mayor expansión, la cadena gestionaba cuatro sucursales en la capital paraguaya y operaba pequeñas plantas de producción destinadas a elaborar productos propios comercializados en sus tiendas.
El nombre de los establecimientos Ycuá Bolaños tiene un origen simbólico. Ycuá proviene Ykuá del idioma guaraní, que significa «pozo de agua», mientras que Bolaños proviene del apellido de un misionero franciscano, considerado un santo por la tradición popular, que llegó desde España durante la época colonial. El santuario de Ycuá Bolaños se encuentra en Caazapá, lugar de nacimiento de Juan Pío Paiva, fundador de la cadena de supermercados. Es creencia popular que el agua de este santuario posee propiedades curativas.
La cadena enfrentó una drástica pérdida de popularidad tras la tragedia ocurrida en 2004, lo que derivó en la venta de sus locales dos años después. En el último trimestre de 2006, la firma Salemma adquirió dos sucursales: Ycuá Bolaños III: Los Arcos y Ycuá Bolaños II: Multiplaza, que fueron rebautizadas como Salemma Carmelitas y Salemma Multiplaza, respectivamente. Ambos locales reabrieron al público en diciembre de 2006 como parte de la cadena Salemma. Finalmente, en 2009, el último supermercado restante, Ycuá Bolaños I, fue renombrado como Supermercado María's.

## Sucursales

### Ycuá Bolaños I
Fue inaugurado en 1987, siendo el primer local de tipo minorista -netamente comercial- en la época. Este local estaba sobre la Avda. Fernando de la Mora esq. 12 de Octubre. El 5 de diciembre de 2006, fue saqueada por la enfurecida ciudadanía, a consecuencia del fallo de la justicia que contemplaba penas de cárcel excesivamente bajas.
Actualmente se denomina "Supermercado María's" desde el año 2009. Fue el último local que funcionó del Ycuá Bolaños, aunque ya no como una cadena de supermercados sino independiente. Arriba del local comercial se encontraba la residencia de la familia Paiva, propietarios también del siniestrado Ycuá Bolaños "Botánico".

### Ycuá Bolaños II "Multiplaza"
Fue inaugurado en 1997. Fue el segundo local de la línea Ycuá Bolaños, y el primero formado en sociedad anónima por un grupo de empresarios que deciden invertir en el rubro de supermercado (comercial e industrial) -integrantes de la empresa consultora Casaccia-Burgos Auditores-. Estaba ubicado cerca la Av. Eusebio Ayala, atrás del Shopping Multiplaza (kilómetro 5), en las afueras de Asunción. El 18 de noviembre de 2004, sólo tres meses después del incendio del Ycuá Bolaños "Botánico", éste registra un principio de incendio en el patio de comidas del supermercado, si bien fue sofocado debido a que se actuó a tiempo, el incendio generó aún más la desconfianza de sus clientes.
A partir de fines del año 2006, este local fue alquilado a la cadena de supermercados Salemma Retail S.A. Fue reformado y desde entonces lleva el nombre de "Salemma Multi Plaza" ubicado en el mismo lugar pero perteneciente a Salemma Retail S.A.

### Ycuá Bolaños III Los Arcos
Fue inaugurado en el año 1999. Era un bello y moderno local con fachada en forma de arcos ubicada sobre la Av. San Martín esq. Centurión Miranda, en el Barrio Carmelitas, Asunción. 
A partir de fines del año 2006, este local lleva el nombre de "Salemma Carmelitas" (con el alquiler del local a la empresa Salemma S.A, al igual que la venta del local del Ycuá Bolaños Multiplaza). Este local fue diseñado con los mismos errores que el local Ycuá Bolaños Botánico, donde sucedió el incendio y luego de ese gran suceso se modificaron los errores de todos los locales de Ycuá Bolaños que quedaron. Para su reinauguración en 2006 por parte de Salemma, su fachada e interiormente fue totalmente modificado, dejando atrás el bello diseño de arcos.

### Ycuá Bolaños V "Botánico"
Fue inaugurado en diciembre de 2001, ubicada en la intersección de las avenidas Santísima Trinidad y Artigas, del Barrio Trinidad de la ciudad de Asunción. Este era el local más nuevo y moderno de la cadena. 
El domingo 1 de agosto de 2004, fue escenario de la mayor tragedia civil en la historia de Paraguay. Alrededor del mediodía comienza el gran incendio en el patio de comidas extendiéndose rápidamente a todo el edificio, las puertas fueron cerradas por orden "superior", lo que dificultó la salida de las personas. La tragedia cobró centenares de vidas e igual cantidad de heridos, motivo por el cual la cadena de supermercados "Ycuá Bolaños" empezó a perder popularidad, y se vio obligada a vender dos supermercados y una tienda.

## Servicios
- Rotisería: En todos los locales.
- Patio de Comidas/Patio de Juegos: En los Ycuá Bolaños: Multiplaza, Los Arcos y Botánico.
- Puesto de Revistas: En todos los locales.
- Estacionamiento: En todos los locales.
- Cafetería: En los Ycuá Bolaños: Los Arcos y Botánico.
- Cajero Automático: En los Ycuá Bolaños: Los Arcos (Dinelco) y Botánico (Dinelco).

## Galería

Ycuá Bolaños I
Ycuá Bolaños II "Multiplaza"
Ycuá Bolaños III "Los Arcos"
Ycuá Bolaños V "Botánico"